# Cerción

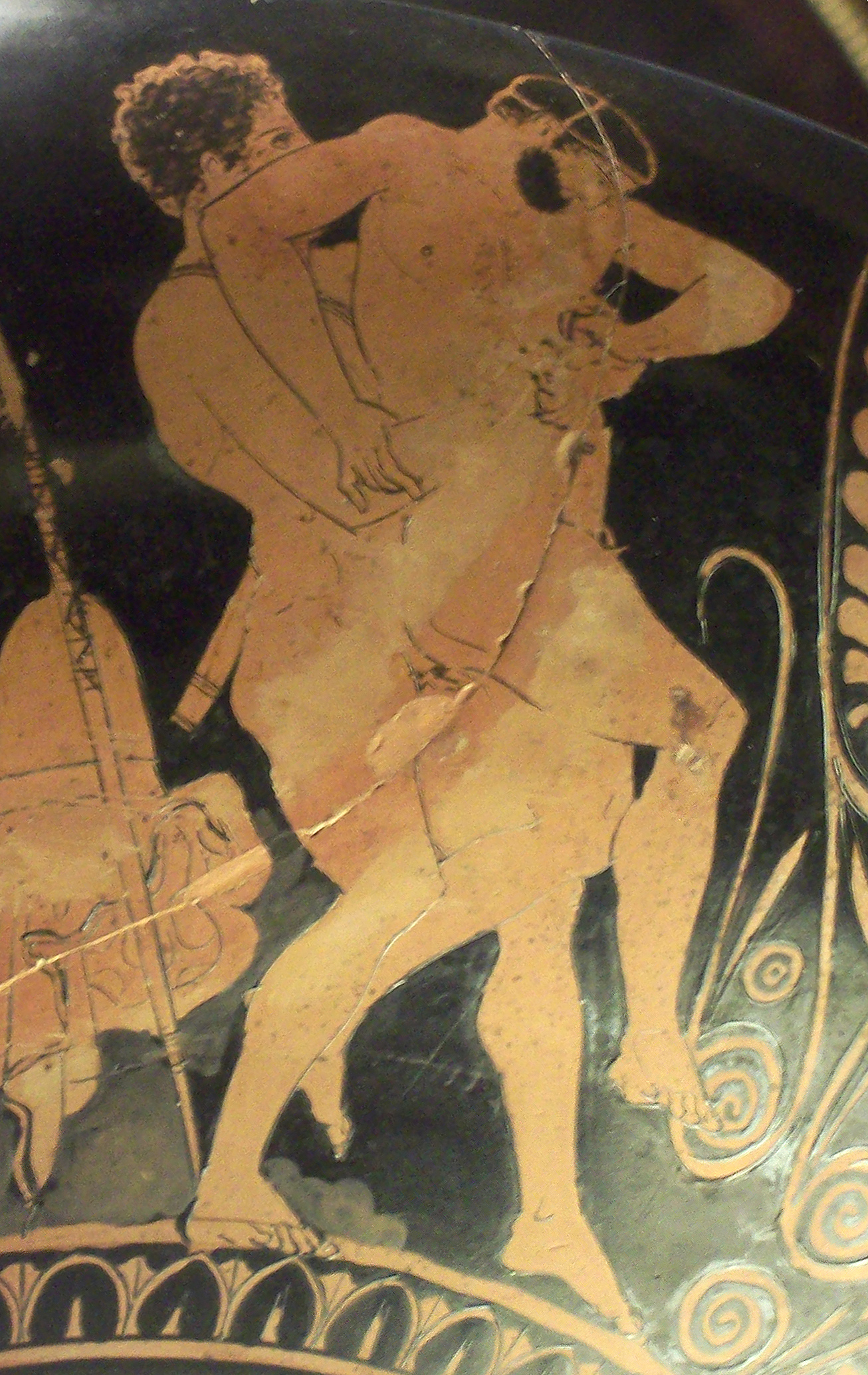
Teseo lucha con Cerción (Copa de Aisón, siglo V a. C., M.A.N., Madrid)

En la mitología griega, Cerción (en griego Κερκύων, Kerkýon) era un hijo de Hefesto (aunque otras versiones dicen que era hijo de Poseidón y de una hija de Anfictión o de Branco y la ninfa Argíope). Aunque natural de Arcadia, se convirtió en rey de Eleusis (en el Ática), además de ser un célebre forajido. Cerción era un hábil luchador que provocaba a todos los caminantes a enfrentarse con él. Prometió que si alguien le vencía le otorgaría el trono de Eleusis, pero mataba cruelmente a los que caían derrotados. Al estar dotado de una fuerza descomunal, doblaba los troncos de los árboles juntando sus extremidades y ataba en ellas los miembros de los vencidos. Cuando soltaba los troncos y los árboles volvían a su posición original, despedazaban sus cuerpos.
Un día Teseo se cruzó en su camino y lo venció, sometiéndole al mismo suplicio por el que habían muerto tantos infelices, o lo mató con el arte de la lucha, que acababa de inventar. Después se apoderó de Eleusis como premio de su victoria y violó a Álope, la hija de Cerción. Según otra versión, Álope tuvo un hijo con Poseidón, que se había enamorado de su enorme belleza, y con él fue madre de Hipotoonte. Según esta historia, cuando el pequeño nació, en secreto, Álope ordenó a su nodriza que lo abandonara en el monte. Allí fue amamantado por una yegua hasta que lo encontraron dos pastores. Ambos discutieron por quedarse con el pequeño, o más bien por apoderarse de la rica túnica que vestía. Para evitar llegar a las manos se dirigieron al palacio de Cerción, para que dispusiera quién se quedaba con el niño. Pero el malvado rey reconoció la túnica, y mandó emparedar a su hija (o encerrarla para quemarla viva) y que volvieran a abandonar al pequeño. De nuevo le alimentó la yegua, pero el pastor que lo encontró esta vez reconoció su ascendencia regia y lo protegió. Cuando Teseo venció a Cerción puso a Hipotoonte en el trono de su abuelo y enterró el cuerpo de Álope en el camino que va desde Eleusis a Mégara, aunque Poseidón transformó el cuerpo de su desafortunada amante en una fuente que recibió su nombre.